# Limnophila manipurensis
Limnophila manipurensis är en tvåvingeart som beskrevs av Alexander 1942. Limnophila manipurensis ingår i släktet Limnophila och familjen småharkrankar. Inga underarter finns listade i Catalogue of Life.